# Phytoliriomyza australina
Phytoliriomyza australina är en tvåvingeart som beskrevs av Spencer 1963. Phytoliriomyza australina ingår i släktet Phytoliriomyza och familjen minerarflugor. Inga underarter finns listade i Catalogue of Life.